# Distretto di Chahar Dara
Il distretto di Chahar Dara è un distretto dell'Afghanistan appartenente alla provincia di Konduz. Viene stimata una popolazione di 69.251 abitanti.